# Григорьево (Новгородская область)
Григо́рьево — деревня в Батецком районе Новгородской области России. Входит в состав Мойкинского сельского поселения.

## История
Указом Президиума Верховного Совета РСФСР в 1953 году деревня Барские Кусони переименована в Григорьево, в честь Героя Советского Союза Григория Петровича Григорьева, погибшего и захороненного в деревне.

## Население
| 2010 |
| ---- |
| 170  |